# Famille Jablonowski
La famille Jablonowski est une famille princière de Pologne.

## Histoire

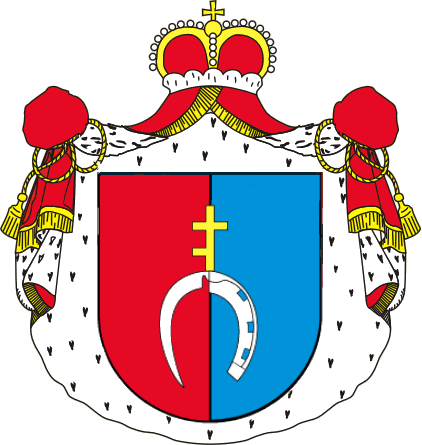
Armoiries de la Famille Jabłonowski: Prus III.

Elle tient son nom au XVIe siècle de la terre de Jablonoi en Grande-Pologne lorsque des membres de la famille Wichulski ont acheté le domaine. La famille prend de l'importance au XVIIe siècle avec Stanisław Jan Jabłonowski. Lors de l'élection de 1696 pour choisir un successeur à Jean III Sobieski, Stanisław Jan Jabłonowski est candidat au trône de Pologne. En 1698, l'empereur Léopold I lui accorde, ainsi qu'à sa famille, le titre héréditaire de Prince.
Stanisław Jan Jabłonowski est le père d'Anna Jabłonowska qui est la mère du roi de Pologne Stanisław Leszczyński. La fille de Stanisław Leszczyński, Marie Leszczyńska, épouse le roi de France Louis XV et devient, avec lui, l'ancêtre de la plupart des monarques catholiques romains d'Europe.

## Personnalités
Parmi ses membres, les plus célèbres sont :
- Stanisław Jan Jabłonowski (1634-1702)
- Anna Jabłonowska (1660–1727)
- Józef Aleksander Jabłonowski (1711–1777)
- Antoni Barnaba Jabłonowski (1732–1799)
- Władysław Franciszek Jabłonowski (1769–1802)